# Aomi Urban Sports Venue

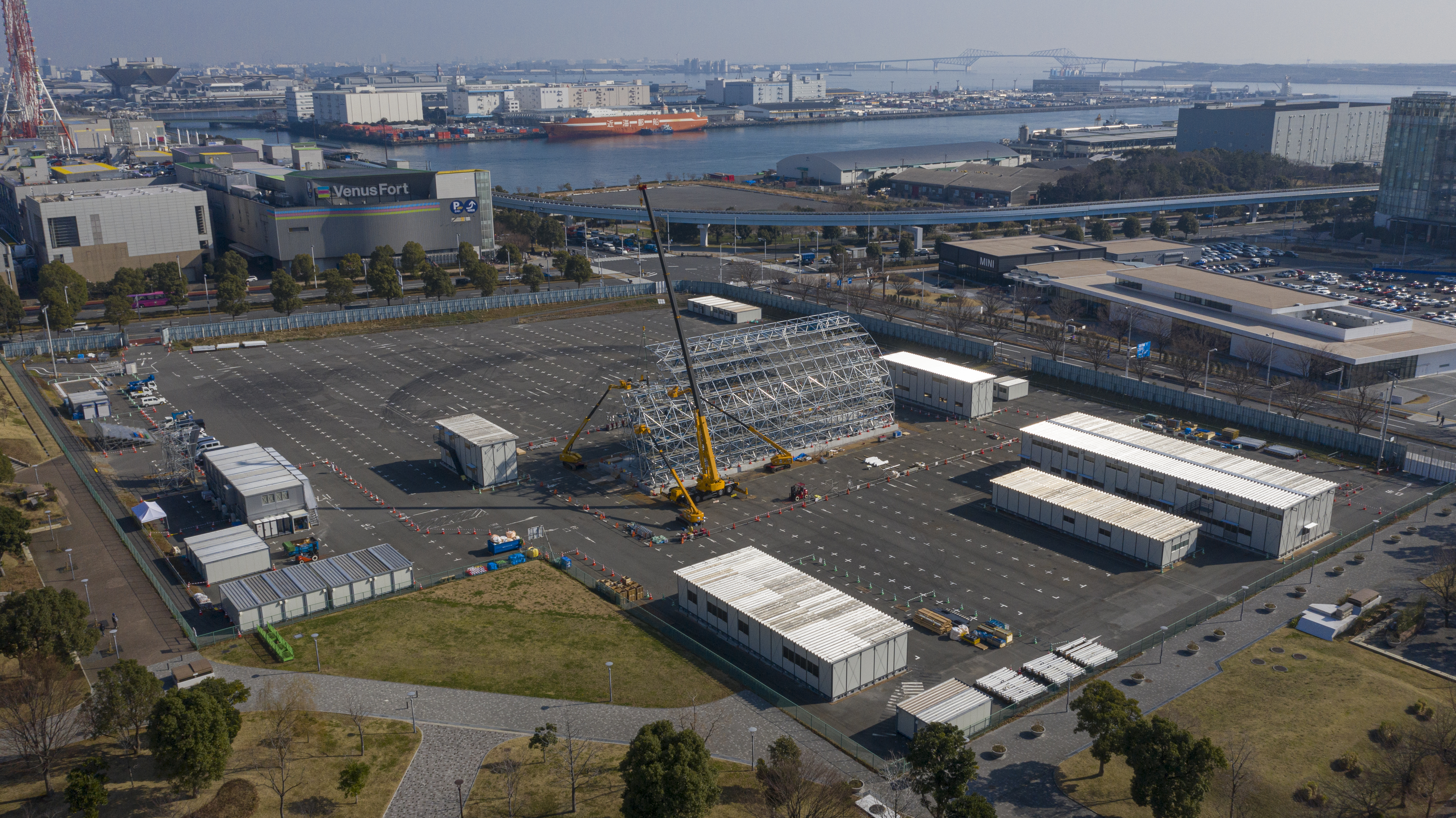
Aanbouw van het tijdelijke Aomi Urban Sports Venue in januari 2020

De Aomi Urban Sports Park (青海アーバンスポーツパーク, Aomi Āban Supōtsu Pāku) is een Japans sportveld gelegen in de wijk Aomi, in de Japanse stad Koto, een van de drieëntwintig speciale wijken en gelijktijdig ook een satellietstad binnen de Prefectuur Tokio. Het sportpark ligt in het zuiden van de agglomeratie, aan de baai van Tokio.
Het park is de locatie van de 3x3-basketbalcompetitie voor mannen en vrouwen en de klimsportcompetitie tijdens de Olympische Spelen. Tijdens de Paralympische Spelen staat de competitie voetbal vijf tegen vijf in het Aomi Urban Sports Park geprogrammeerd.